# Michel Amsellem
 (juillet 2020).
Si vous disposez d'ouvrages ou d'articles de référence ou si vous connaissez des sites web de qualité traitant du thème abordé ici, merci de compléter l'article en donnant les références utiles à sa vérifiabilité et en les liant à la section « Notes et références ».
Michel Amsellem, né le 30 juin 1961 à Oujda au Maroc, est un pianiste, compositeur, arrangeur, directeur musical français.

## Biographie
Après des études de piano classique (1er prix à l'unanimité au Conservatoire national de Région de Saint-Maur[Lequel ?] dans la classe d'Anne-marie de Laviléon)[réf. nécessaire], des études d'harmonie, de contrepoint et d'orchestration avec Bernard de Crepy (professeur au CNSM de Paris) puis de jazz et d'improvisation avec Antoine Hervé (ex directeur de L'ONJ) et Andy Emler, il se produit dans les principaux clubs de jazz parisiens : Sunset, New morning, Baiser salé... Il commence ensuite à travailler pour différents artistes français en tant que musicien, arrangeur, réalisateur et compositeur.

### 1980 à 1990
En 1988, il compose la chanson Un cœur qui danse qui sera le premier single de l'album de Phil Barney Recto Verseau. L'année suivante,  il est à l'Olympia de Sheila, pour les (soi-disant) adieux à la scène de la chanteuse. Un album live Je suis venue te dire que je m'en vais est alors enregistré.  
Fin 1990, grâce à François Constantin, Jannick Top le remarque (ainsi que ses amis musiciens Laurent Vernerey et Thierry Arpino) en l'écoutant jouer au Baiser salé. Jannick Top, alors directeur musical de Johnny Hallyday lui propose de rejoindre l'équipe des musiciens de Johnny. Il reste avec lui 4 ans pour 3 tournées différentes : Dans la chaleur de Bercy en 1990, Bercy 92 en 1992 et Le Parc des Princes en 1993.

### 1990 à 2000
En 1991, tout en jouant sur scène avec le duo Blues Trottoir il réalise pour eux les arrangements de la chanson Absence. Il travaille sur la composition du second album de Phil Barney Tour d'ivoire (il compose 5 titres, co-compose 2 autres titres et sera arrangeur sur 2 titres). Parmi ses compositions : les singles Il est parti et en co-composition Tour d'ivoire qu'il arrange également, ainsi que Loin de tes bras. Cet album sera disque d'or!
Il commence également à travailler avec l'autrice Joëlle Kopf,. Ils écrivent des chansons et parmi celles ci, 3 chansons se retrouveront sur le 3e album de Patricia Kaas. Une de ces 3 chansons donnera son nom à l'album : Je te dis vous. Il fait la promotion de l'album dans diverses émissions (Fréquenstar, Taratata...) Cet album sera disque de diamant.
Il rencontre l'autrice Elisabeth Anais et ils écrivent ensemble des chansons pour Philippe Lavil dans l'album Ailleurs c'est toujours l'idéal du titre d'une de leurs chansons.
Il enregistre un duo Eddy Mitchell / Maurane, C'est magique pour l'album L'un pour l'autre de cette dernière.
Il devient membre de la commission des variétés à la Sacem jusqu'en 2004 et le sera de nouveau pour 2 ans en 2012.

### 2000 à 2010
En 2000 Michel Amsellem repart en tournée avec Eddy Mitchell, compose pour Ana Torroja (chanteuse du groupe espagnol Mecano) Et je rêve. En 2001 il rencontre Benjamin Biolay qui vient de sortir son 1er album Rose Kennedy.
Il enregistre pour l'album de Florent Pagny 2 le duo Florent Pagny/Eddy Mitchell dans une version de Pas de boogie woogie[réf. nécessaire]. Pour Eddy Mitchell il enregistre sa version du Déserteur pour l'album Ma chanson d'enfance[réf. nécessaire]. Il est contacté pour composer pour une des jeunes chanteuses de la Star Academy 1 Jessica (Marques) Je t’aime comme ça avec l'autrice Christine Lidon[réf. nécessaire].
Il compose et enregistre également pour Enzo Enzo dans l'album Le jour d'à côté la chanson Nino sur un texte d'Allain Leprest en hommage à Nino Ferrer.
En 2002, il fait avec Benjamin Biolay la 1re partie d'Alain Souchon au Casino de Paris pendant 1 semaine au célesta avec une formation originale : Célesta, Harpe et quatuor à cordes (Un mini album live sera enregistré).
Il compose un duo pour Darya de Martinoff et Maurane : Lundis confits[réf. nécessaire]. Il fait quelques promos live avec Roch Voisine[réf. nécessaire].
Il enregistre pour Benjamin Biolay l'album Négatif, ainsi qu'une version de Plus bleu que tes Yeux pour un album tributs à Piaf L'hymne à la môme réalisé par DBF[réf. nécessaire]. 
En 2003 il compose pour Maurane sur un texte d'Elisabeth Anais Des graines d'immortelles dans l'album Quand l'humain danse certifié Double disque d'or. Toujours sous la houlette de Benjamin Biolay il enregistre l'album d'Isabelle Boulay Tout un jour. À la même époque il est contacté par Jean-Jacques Goldman pour faire un concert très spécial des Enfoirés ou il est quasiment seul au piano au Zénith de Lille : La Foire aux Enfoirés[réf. nécessaire].
Il part en tournée avec Serge Lama qui fête ses 40 ans de carrière à Bercy avec l'enregistrement d'un CD /DVD live Un jour, une vie et enregistre pour son album de duos Plurielles une version d' Aventures en aventures en duo avec Enzo-Enzo.
Il accompagne pour quelques concerts en piano/voix la chanteuse Sandrine François[réf. nécessaire]. Il est produit par Biolay et il enregistre l'album d'Hubert Mounier Voyager léger[réf. nécessaire]. Il est le directeur musical et pianiste de Daniel Levi pour son Olympia et sa tournée. Il accompagne à cette occasion, Daniel Lévi et Ahmed Mouici sur la chanson Mon frère avec l'Orchestre symphonique d'Israël dirigé par Zubin Mehta pour l'anniversaire de l'Institut Pasteur à la Sorbonne[réf. nécessaire].
2003 marque aussi ses débuts de compositeur pour Eddy Mitchell avec la chanson Au bar du Lutetia. Dominique Blanc-Francard et Thomas Dutronc qui réalisent l'album de Françoise Hardy Tant de belles choses s'adjoignent ses services pour enregistrer quelques pianos[réf. nécessaire].
En 2004 Maxime Le Forestier fait appel à lui pour réaliser toute la musique qu'il a écrit et composé pour un spectacle musical mis en scène par Elie Chouraqui, Gladiateur, qui sera joué au Palais des sports de Paris avec notamment Yael Naim dans le rôle principal. 
Pour Chimène Badi; il participe à l'album Dis moi que tu m'aimes, disque de diamant avec notamment les tubes Je viens du sud, Je ne sais pas son nom et Retomber amoureux. Dans la foulée il devient le directeur musical de Chimène Badi pour son Olympia en 2005 (Album et DVD Live)[réf. nécessaire].
Il réalise le single Si le temps pour Vincent Niclo[Quand ?][réf. nécessaire]. Il compose des chansons pour l'album d'Elisabeth Anais Les heures claires[réf. nécessaire]. En 2006, il accompagne Julien Clerc pour son Olympia et sa tournée et compose la chanson Ça l'fait pour l'album Jambalaya d'Eddy Mitchell.
Il rejoint l'orchestre des Enfoirés (cette fois ci dans le groupe) Le village des Enfoirés[réf. nécessaire]. En 2007 il devient le pianiste et directeur musical du spectacle de Patrick Bruel au Zénith[Lequel ?] (album et DVD Live Des souvenirs devant) et pour la tournée qui s'ensuit en France mais aussi au Canada, aux États-Unis (New York, Los Angeles) ainsi qu'en Israël.
En 2008 il enregistre l'album de Carla Bruni Comme si de rien n'était, réalisé par Dominique Blanc-Francard[réf. nécessaire]. Il enregistre l'album de Julien Clerc Où sont passés les avions réalisé par Biolay et Schmitt. Il fait aussi quelques pianos pour l'album de Serge Lama L'âge d'horizons[réf. nécessaire]. Il compose le single Grain d'sel pour l'album Restons amants de Maxime Le Forestier. Il enregistre le piano de Quiet love, duo entre Liza Minnelli et Charles Aznavour pour l'album Duos d'Aznavour[réf. nécessaire].
Dominique Blanc-Francard fait encore appel à lui pour l'album retour de Line Renaud Rue Washington[réf. nécessaire]. Il fait avec lui la direction musicale du 1er Olympia de Line Renaud et sera au piano à ses côtés.
En 2009, réalisé par DBF[Qui ?] il enregistre les claviers de l'album de Da Silva La tendresse des fous[réf. nécessaire].

### 2010 à 2020
En 2010, il retrouve Eddy Mitchell et compose pour lui 3 titres de son album Come back certifié disque de platine, dont le single Come back mais aussi Mes colonies de vacances et En garde à vue. Il enregistre aussi les pianos sur ces titres. Toujours réalisé par DBF il enregistre tous les pianos de l'album de Grand Corps Malade 3e temps dont le single Romeo kiffe Juliette, un duo avec Aznavour Tu es donc j'apprends, ainsi que les pianos de l'album d'Adamo De toi à moi.

## Discographie
- 1988 : Babik Reinhardt : Live au New Morning
- 1989 : Je suis venue te dire que je m'en vais - Sheila live à l'Olympia 89
- 1990 : Patricia Kaas : Carnets de scène/Tour de Charme Live au Zénith
- 1990 : Johnny Halliday : Dans la chaleur de Bercy
- 1991 : Blues Trottoir : Absence
- 1991 : Ute Lemper : Il neige sur Venise
- 1991 : Phil Barney : Tour d'ivoire
- 1992 : Paul Mindy : Mosaîque
- 1992 : Johnny Halliday : Bercy 92
- 1992 : Johnny Halliday : Johnny Hallyday
- 1992 : Patricia Kaas : Urgence, La vie en rose (+ arrangements)
- 1992 : Gérard Berliner : Te rencontrer une deuxième fois
- 1992 : Laurent Lasco : Les pays oubliés
- 1992 : Allez PSG
- 1993 : Phil Barney : Carnets de route
- 1993 : Marla Glen : This is Marla Glen
- 1993 : Johnny Halliday : Parc des Princes 1993
- 1994 : Diane Tell : Les yeux sur toi
- 1995 : Disco SoulFunk
- 1996 : Mireille Mathieu : Vous lui direz
- 1996 : Jean-Michel Kajdan : Phrasé et Improvisation (Vidéo pédagogique)
- 1996 : Eddy Mitchell : Mr Eddy
- 1997 : Philippe Lavil : Ailleurs c'est toujours l'idéal (+ arrangements)
- 1997 : Eddy Mitchell  : Mr Eddy à Bercy 97
- 1998 : Maurane : L'un pour l'autre
- 1998 : Patricia Kaas : L'aigle noir, inédits live
- 1998 : Richard Clayderman : Chinese garden
- 1998 : Patricia Kaas : Rendez vous (vidéo)
- 1998 : Sonia Lacen : Au fond de toi
- 1999 : Rose Laurens : Real love
- 2000 : Eddy Mitchell : Live 2000
- 2001 : Ana Torroja : Mes prières
- 2001 : Enzo Enzo : Le jour d'à côté
- 2001 : Mckael Winter : Amnésie/sous la pluie/si tu me reviens
- 2001 : Eddy Mitchell : Ma chanson d'enfance (Le déserteur)
- 2001 : Florent Pagny : 2
- 2002 : Benjamin Biolay : Live au Casino de paris
- 2003 : Valérie Lagrange : Fleuve Congo
- 2003 : Benjamin Biolay : Négatif
- 2003 : La Foire aux Enfoirés
- 2003 : Serge Lama : Un jour une vie (Live Bercy)
- 2003 : Eddy Mitchell : Frenchy
- 2003 : Serge Lama : Pluri((elles))
- 2004 : Maxime Le Forestier : Spartacus le gladiateur
- 2004 : Eddy Mitchell : Frenchy Tour Live
- 2004 : Françoise Hardy : Tant de belles choses
- 2004 : Hubert Mounier : Voyager léger
- 2004 : Chimène Badi : Dis moi que tu m'aimes
- 2005 : Chimène Badi : Live à l'Olympia
- 2006 : Vincent Niclo : Si le temps
- 2006 : Le Village des Enfoirés
- 2007 : Patrick Bruel : Des souvenirs ensemble (live)
- 2008 : Carla Bruni : Comme si de rien n'était
- 2008 : Julien Clerc : Où s'en vont les avions ?
- 2008 : Charles Aznavour : Duos
- 2009 : Pascal Heni : Retour au nom de jeune homme
- 2008 : Serge Lama : L'Âge d'horizons
- 2009 : Da Silva : La tendresse des fous
- 2010 : Les Enfoirés... la Crise de nerfs
- 2010 : Salvatore Adamo : De toi à moi
- 2010 : Grand Corps Malade : 3e Temps
- 2010 : Eddy Mitchell : Come Back
- 2010 : Line Renaud : Rue Washington
- 2010 : Sylvie Vartan : Soleil bleu
- 2010 : Joseph Léon
- 2011 : Dans l'œil des Enfoirés
- 2011 : Constance Amiot : Once twice
- 2011 : Valérie Barrier : Beni
- 2011 : Jean-Jacques Milteau : Consideration
- 2011 : Line Renaud : Concert à l'Olympia
- 2012 : Henri Salvador : Tant de temps (album posthume)
- 2012 : Le Bal des Enfoirés
- 2012 : The Voice, 1, 2, 3, 4, 5, 6
- 2012 : Laurent Voulzy : Lys & Love Tour
- 2013 : La Boîte à musique des Enfoirés
- 2013 : La Joy : Je suis cette fille
- 2013 : Zaz : Recto Verso
- 2013 : La Noiseur
- 2014 : Bon anniversaire les Enfoirés
- 2014 : David Mc Neil : Un lézard en septembre[25]
- 2014 : La Famille Bélier (BO du film)
- 2015 : Louane : Chambre 12
- 2015 : Arno Santamaria : Des corps libres[26]
- 2015 : Sur la route des Enfoirés
- 2015 : Floride (BO du film, duo Jean Rochefort/Sandrine Kiberlain
- 2016 : Chocolat (Original Rags, BO du film
- 2016 : Alain Souchon, Laurent Voulzy : Le Concert
- 2016 : Michel Delpech : J'étais un ange (album tribute[Quoi ?] à Delpech)
- 2017 : Isabelle Boulay : En vérité[27]
- 2017 : Benjamin Biolay : Volver[28]
- 2017 : Ana Garder : Wound healing
- 2017 : Accordéons nous (multi interprètes autour de l'accordéon)
- 2017 : Ramon Pipin : Qu'est-ce que c'est beau[29]
- 2019 : Laurent Voulzy : Mont St Michel (CD/DVD)[30]
- 2020 : Ramon Pipin : Alafu[31]
- 2020 : Composition de 5 titres pour l'album de Carla Bruni dont les 2 premiers singles : Quelque chose et Un grand Amour (+ Rien que l'extase, Un ange et Partir dans la nuit)[32]
- 2021 : Les Enfoirés : A côté de vous
- 2021 : Eddy Mitchell : Country Rock, Droite dans ses bottes (musicien et compositeur)
- 2021 : Sylvie Vartan : Merci pour le regard ( musicien et compositeur)
- 2022 : Un air d'Enfoirés
- 2023 : Enfoirés 1 jour, toujours
- 2023 : Jean-Baptiste Guégan : Toutes les larmes sèchent un jour
- 2023 : Simplement Sheller : Fier et fou de vous, avec Véronique Sanson
- 2024 : Les Enfoirés : On a 35 ans
- 2024 : Il était une fois Polnareff : Love him  please love him, avec Catherine Ringer : Le bal des Laze, avec Laurent Voulzy (musicien et arrangeur)
- 2024 : Bobbie : The sacred in the ordinary
- 2024 : Eddy Mitchell : Amigos (co-réalisation et compositions)
- 2024 : Michel Amsellem et Swan : Paris Scopitone (artiste, réalisation et composition)